# Gente peligrosa
Gente peligrosa (en inglés A Wicked Company) es un ensayo del historiador alemán Philipp Blom sobre los ilustrados europeos Paul Thiry d'Holbach y Denis Diderot cuyo pensamiento más radical, en opinión de Blom, ha sido olvidado, en favor y reconocimiento de figuras como Rousseau y Voltaire, iconos de la historia oficial de la ilustración.

## Contenido
El libro narra cómo desde las décadas anteriores a la Revolución francesa de 1789, entre las décadas de 1750 a 1770, cuando numerosos ilustrados tenían como centro de reunión y debate intelectual de las ideas revolucionarias el salón parisino del barón Paul Henri Thiry d'Holbach. En dicho salón se podía encontrar a Denis Diderot, Laurence Sterne, David Hume, Adam Smith, Horace Walpole, Benjamin Franklin y Jean-Jacques Rousseau.
Para Philip Blom, en esa época se dio un gran radicalismo cargado de audacia en el pensamiento europeo, representado por las figuras de Diderot y d'Holbach. Los enfrentamientos llegaron a ser violentos y fueron sofocados finalmente por Robespierre. En el libro se narra el origen y evolución de estos intelectuales radicales, su amistad, sus enfrentamientos -sobre todo los de Rousseau con el grupo- y expone la radicalidad y subversión de muchas de sus ideas, de carácter humanista, ateas, apasionadas, que consideraban necesarias para una nueva sociedad.

## Índice del libroGente peligrosa
El libro se estructura en una introducción, 3 partes, cada una de ellas con varios capítulos, y un epílogo que incluye la bibliografía, las notas y el índice analítico.
Padres e hijos
- 1 - La ciudad de las luces.
- 2 - Viajes
- 3 - Encyclopédie: grandes ambiciones
- 4 - Chez Monsieur D'Holbach
- 5 - Audacia
- 6 - El cristianismo desenmascarado
- 7 - Sólo el hombre malo vive solo

Máquinas maravillosas
- 8 - Le bon David
- 9 - Una filosofía natural
- 10 -Los jeques de la rue Royale
- 11 - Grandval
- 12 - El oso

La isla del amor
- 13 - Crimen y castigo
- 14 - El perro más ingrato del mundo
- 15 - Fama y destino
- 16 - La emperatriz y el rey de la galette
- 17 - Sexo en el paraíso
- 18 - Cincuencia sacerdotes contratados

Epílogo. Una revolución robada
- Los protagonistas
- Bibliografía, notas e índice analítico.